# Антоненко Олексій Касьянович
Олексій Касьянович Антоненко (10 (23) лютого 1911 — 25 липня 1941) — радянський льотчик-винищувач, учасник боїв на Халхін-Голі, Радянсько-фінської та Великої Вітчизняної воєн, в роки Великої Вітчизняної війни — заступник командира 1-ї ескадрильї 13-го винищувального авіаційного полку 61-ї винищувальної авіаційної бригади ВПС Червонопрапорного Балтійського флоту, Герой Радянського Союзу (14.07.1941), капітан .

## Біографія
Народився 23 лютого 1911 року в селі Васьковичі Російської імперії, нині в межах м Вітебська.
Закінчив школу ФЗУ . Працював слюсарем залізничного депо в місті Дно Псковської області, потім — помічником машиніста паровоза.
У РККА з 1929 року. Закінчив Єйську школу морських льотчиків і летнабов. Служив в ній інструктором. Член ВКП (б) з 1932 року.
У 1939 році на річці Халхін-Гол в 40 повітряних боях в складі групи збив 6 японських літаків. Потім служив в 13-му винищувальному авіаційному полку (10-я змішана авіаційна бригада, ВПС Балтійського флоту). Учасник радянсько-фінської війни 1939—1940 років.
Учасник Другої світової війни. В липні 1941 року відзначився при обороні півострова Ханко. За 34 дні боїв збив 11 літаків супротивника (1 — тараном).
14 липня 1941 року Олексію Антоненку присвоєно Звання Героя Радянського Союзу з врученням ордена Леніна і медалі «Золота Зірка».
Загинув 26 липня 1941 року під часи посадки в аеропорту ханковского аеродрому Тяктоме.
Похований на площі перед Будинком флоту, поряд з могилою Героя Радянського Союзу І. Д. Борисова.